# نعمة (مغنية)
نعمة (27 فبراير 1934 - 18 أكتوبر 2020) مغنية تونسية، من أشهر المطربات التونسيات، شهدت مجدًا فنيًا في بلادها، اسمها الأصلي «حليمة الشيخ»، ولدت في قرية أزمور من معتمدية قليبية ولاية نابل، بدأت تغني وتتحسس خامات صوتها عبر أغنية «صالحة» و«مكحول نظارة» وغيرها من الأغاني الشعبية التي أدخلتها إلى أرشيف الأغنية التونسية، وكان ذلك وهي في الحادية عشر من عمرها. وبعد مسيرة طويلة من النجاحات أعلنت اعتزالها نظرًا لظروفها الصحية.

## حياتها
ولدت لعائلة محافظة من ذرية الشيخ سيدي معاوية. عاشت طفولتها مع أمها بين قرية ازمور وتونس العاصمة في تنقل مستمر، وامها التي جعلتها تنمو وتكبر قبل الأوان، ومن نهج الباشا بمدينة تونس حيث كانت تسكن مع والدتها، كان بيت الرصايصي عبارة عن استوديو للفن حيث تخرج منه أكبر نجوم تونس تالقا ورسوخا في القدم وفي وجدان الشخصية الأساسية للمجتمع التونسي.
في نهج الباشا كان الاستقرار، وكان الزواج وهي في السادسة عشرة من عمرها، وانجبت نعمة ابنها الأول هشام ثم ابنها الثاني طارق ثم ابنتها هندة. وفي أثناء ذلك كانت تغني في الأفراح العائلية، وبسرعة كبر اسمها وأصبح يتردد على افواه الاقارب والجيران، وغنت لأول مرة أمام الجمهور في حفلة خيرية لصالح جمعية المكفوفين، وفي هذه الحفلة وقفت إلى جانب المطربة «علية التونسية» التي كانت تعتبر المطربة الأولى في «فرقة العصر» التي كان يقودها الفنان «حسن الغربي»، وأيضا إلى جانب بعض المطربات الشهيرات، غنت نعمة «حبيبي لعبتو» ولاقت هذه الأغنية استحسانا وقوبلت بترحاب كبير من قبل الجمهور الذي لم يسمع بنعمة من قبل.

## نشاطها الفني
انخرطت نعمة في المعهد الرشيدي وأصبحت من مطربات فرقة الرشيدية ولقبها الفنان صالح المهدي ب«نعمة» ولحن لها مجموعة من الأغاني العاطفية، من بينها«يا ناس ماكسح قلبو» و«الدنيا هانية» و«الليلة اه ياليل» كما لحن لها الفنان خميس ترنان «ماحلاها كلمة في فمي» و«شرع الحب» و«غني يا عصفور». وكانت الإذاعة التونسية تنقل كل نصف شهر حفلات الفرقة الرشيدية وتقوم بتقديمها مباشرة على الهواء.
ومن الإذاعة كان الانتشار، ومع الانتشار كانت الشهرة التي جعلتها تدخل الحفلات العمومية من الباب الكبير كفنانة مطلوبة من الجماهير، وفي بضعة أشهر كانت المطربة نعمة تجوب البلاد التونسية طولا وعرضا من أقصى الشمال إلى أقصى الجنوب، وكان لهذا الانتشار السريع، وهذه الشهرة المجنحة الكثير من المتاعب.
وفي سنة 1958 دخلت الفنانة إلى الإذاعة كمطربة رسمية ضمن المجموعة الصوتية التي كانت تضم أشهر الأسماء مثل «صليحة» و«علية» و«نادية حسن»، ووصلت شهرتها إلى الجزائر وليبيا والمغرب وفرنسا فأصبحت تقيم العديد من الحفلات في هذه البلدان. وغنت في مهرجان انتخاب ملكة جمال العرب ببيروت سنة 1966.
وفي مهرجان ألفية القاهرة سنة 1969، شاركت المطربة نعمة ضمن الوفد الفني التونسي في هذه الاحتفالات، وكتب عنها الأديب والشاعر «صالح جودت» في مجلة «الكواكب المصرية» فقال في انبهار كبير ما يلي: «الواقع أنني لم أكن أعرف في تونس هذه الثروة الفنية الكبيرة، وهذه الطاقة الضخمة من الألوان الغنائية، ولا سيما صوت المطربة العظيمة (نعمة) التي تتميز فوق عذوبة الصوت بالحركة والحيوية على المسرح، وبالتعبير الثري على قسمات الوجه، وبالقدرة الفائقة على تحريك الجماهير، وعلى الكثير من مطرباتنا أن يتعلمن من نعمة هذه الخصائص، لأن الغناء ليس مجرد عذوبة في الصوت وإنما عذوبة الصوت لا بد لها من إطار فاخر كإطار نعمة، حيث يتلألأ منها الأداء الحي».
أما الأديب والروائي والمسرحي «يوسف إدريس» فقد خص المطربة نعمة في المناسبات القليلة التي التقى فيها بالوفد الفني التونسي في ألفية القاهرة بهالة غريبة من التبجيل والاحترام واصفا اياها بأنها تستحق عن جدارة لقب «فنانة تونس الأولى».
غنت المطربة نعمة كل الألوان الطربية ولم تكتف بلون واحد، فرصيدها الغنائي يتجاوز 360 أغنية بتلحين أشهر الفنانين العرب، فمن تونس خميس ترنان، ومحمد التريكي، وصالح المهدي، والشادلي أنور، ومحمد رضا وسيد شطا، وقدور الصرارفي، وعلي شلغم، وعبد الحميد ساسي، ومن ليبيا حسن عريبي، وسلام قدري، وكاظم نديم، ومن مصر يوسف شوقي، وسيد مكاوي.

## روابط خارجية
- نعمة على موقع ميوزك برينز (الإنجليزية)
- نعمة على موقع ديسكوغز (الإنجليزية)